# 黃端伯
黃端伯（？—1645年），字元公，江西承宣布政使司建昌府新城縣（今江西省黎川縣）人，生平好佛，嘗鐫私印曰「海岸道人」，明朝末年政治人物、散文家、诗人，因拒降清廷而殉國。

## 生平
黄端伯自幼聪敏好学，博览经史。天啓四年（1624年）甲子科舉人。崇祯元年（1628年）登戊辰科進士，次年授浙江宁波府推官。那时倭寇常犯浙江沿海一带，他集思广益，提出防倭十条计策，使该地倭患大为减轻。他在宁波“布衣素食，货利不撄其心”。对初次犯法者重在教育，对贿赂者则深恶痛绝。对穷书生，只要有文才，便加意勉励，给予资助和推荐。
崇祯五年（1632年），因母病故，遂回故里，三年服满，改任杭州府推官。他办事干练，广知博闻，公务之余，常邀两浙学士讲学于西湖，为当地培养人才。崇祯十年（1637年），考选北上时，又逢父丧，居家七年。耳闻目睹居住在建昌（今南城县）的益王朱慈炱作威作福、穷奢极欲的种种行为，义愤填膺，上疏朝廷，列数朱在建昌“擅增兵甲”，“擅增民词，批行郡县，骗害良民”等恶行。结果，反被朱慈炱诬谄为离间亲藩。黄端伯于愤怒中弃官为僧，避居庐山。
崇祯十七年（1644年），闖王李自成陷北京，崇禎帝自缢。鎮守山海關的遼東總兵吳三桂引清兵入關，福王朱由崧即於南京稱帝，黄端伯面北働哭，盼為國效力。經禮部尚書姜曰廣推荐，授为正六品禮部儀制司主事、禮部儀制司郎中。
弘光元年（1645年）五月，南京失守，朱由崧逃逸，禮部尚书錢謙益、忻城伯趙之龍等偕百官皆迎降。城内自殺殉国者，除南京守備太監韓贊周以外，只有十二人，其中高级官员僅刑部尚书高倬，其餘皆是中下级官吏以及一般讀書人，故時人嘆曰：“國家無事，公卿大臣享其尊荣；不幸有变，儒生小臣奮其義烈！”
黄端伯在其寓所能仁寺傍门書寫“大明禮部儀制司主事黄端伯不降”大字，拒不出迎。清豫親王多鐸，命兵卒將端伯押至面前，並吆喝使跪，端伯不屈。多铎拍案叱喝：“你认为弘光帝是何种人物，想为他一死？”端伯朗言：“皇帝圣明！”不愿多说一句。多铎问：“马士英何等臣屬？”端伯答曰：“马士英，忠臣也！”多铎又可气又可笑，问：“马士英乃大奸臣，何得为忠？”黄端伯说：“马士英不降，拥送太后入浙江，当然是忠臣。”他指着已经剃发易服的赵之龙等人说：“这些人才是不忠不孝之人。”
多铎点头良久，他问：“素闻黄先生耿介孤直，能否在大清做官？”黄端伯断然拒绝並斥責迎清失節之人，说得降臣赵之龙等人面色發赤。多铎将其關押在江寧逾四個月，其間端伯一再拒絕清廷勸降。雖然身處牢獄之中，依然談笑如常，且作《明夷錄》言：“丹心倾漢室，碧血吐秦廷”以明其志。六月十四日，清政府下令剃髮，他指頸说：“我寧剃（殺）頭不剃髮”。八月十三日，多鐸再勸端伯降，並威脅道：“不降则戳！”黄端伯誓死拒降，多鐸遂命殺之。臨刑前，黄端伯面北遥拜，颜色自若，“北向叩头，口呼高皇帝、烈皇帝就死”。口占絕命詞曰：
對面絕商量，獨露金剛王。
割截无嗔恨，刀山是道场。
隨即整肅冠履，昂首引頸受刃。劊子手心驚目眩，不敢舉刀，黄端伯厲聲高喊：“何不刺我心！”。觀者萬餘，焚香拜泣，连多鐸也嘆稱“南來硬漢僅見此人”。

## 身後
端伯殉節身死後，清廷将其收斂入棺，並将其靈柩叠至家乡新城，葬於忠孝桥侧。明鲁王朱以海在紹興監國時（1646～1653），赠黄端伯太常寺卿，追谥忠節。明唐王朱聿鍵隆武年間（1645-1646）亦封其为禮部尚書，諡忠毅。清乾隆（1736～1795）時以表彰明朝殉國忠臣之故，追谥烈愍。《明史》有傳。

## 著作
黄端伯在文学创作上有所建树。其散文文笔犀利，淋漓流畅。其诗真实生动，感人肺腑，表达了他忧国思安、保卫河山的忠节气概，但他好佛迷禅，多用禅语，又是影响其创作的主要弊端。传之于世的有《易疏》5卷、《东海集》、《庐山集》、《瑶光阁集》13卷（其中诗2卷、杂文10卷），皆列入《四库全书》。